# 병렬주행
병렬주행(Tandem running)은 개미의 몇몇 종에서 발견되는 교육의 방식으로, 이것은 어린 개미가 경험이 많은 개미와 함께 먹이를 얻으러 가는 것을 말한다. 이는 대부분의 개미가 이용하는 '페로몬 길'과는 사뭇 대조적인 방법이다. 이는 '페로몬 길'보다 비효율적인데, 왜냐하면 한번에 한명씩밖에 데려가지 못하기 때문이다. 병렬주행을 하는 동안, 경험이 많은 개미는 어린 개미를 이끄는데, 어린개미가 뒤처지면 경험이 많은 개미가 뒤돌아서 찾고, 잘 따라오지 않으면 입으로 물며 끌어당기기도 한다.